# André Onana
André Onana Onana, född 2 april 1996, är en kamerunsk fotbollsmålvakt som spelar för Manchester United i Premier League.

## Klubbkarriär
Den 1 juli 2022 värvades Onana på fri transfer av italienska Inter, där han skrev på ett femårskontrakt.
Bara ett år senare, den 16 juli 2023 avslöjade transferjournalisten Fabrizio Romano att Manchester United kommit överens med Inter om en övergång för Onana. Kontraktet är skrivet på 5 år med en option på ett extra år.

## Landslagskarriär
Onana debuterade för Kameruns landslag den 6 september 2016 i en 2–1-vinst över Gabon.
I december 2021 blev Onana uttagen i Kameruns trupp till Afrikanska mästerskapet 2021. I november 2022 blev han uttagen i Kameruns trupp till VM 2022.
Den 23 december 2022 valde Onana att avsluta landslagskarriären.